# Jordão (Acre)
Pour les articles homonymes, voir Jordão.
Jordão est une ville brésilienne de l'ouest de l'État de l'Acre. Sa population était estimée à 3 977 habitants en 2006, 6 577 en 2010 et 7 509 en 2015. La municipalité s'étend sur 6 696 km2.

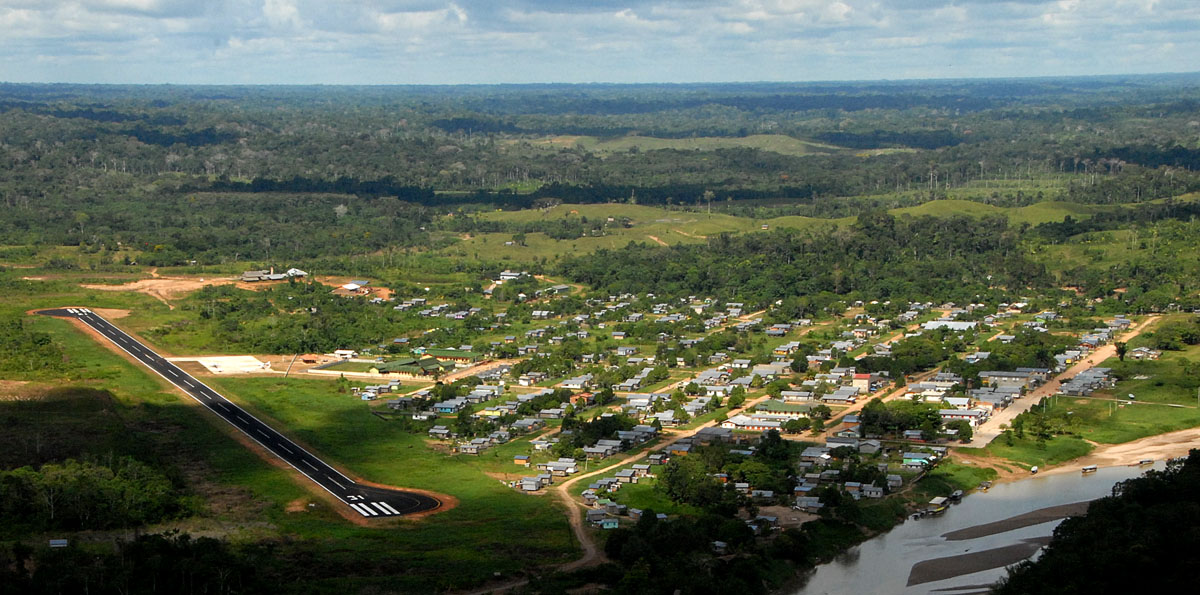

## Maires
| Période | Période | Identité                | Étiquette | Qualité |
| ------- | ------- | ----------------------- | --------- | ------- |
| 2009    | 2012    | Hilário de Holanda Melo | PT        |         |